# Spilosoma nigrita
Spilosoma nigrita là một loài bướm đêm thuộc phân họ Arctiinae, họ Erebidae.